# Андрей Тошев
Андрей Славов Тошев (болг. Андрей Славов Тошев; 16 квітня 1867 — 10 січня 1944) — прем'єр-міністр Болгарії 1935 року. Також був ученим і дипломатом.
Був призначений на пост голови уряду царем Борисом III невдовзі після військового перевороту 1934 року. Він очолив суто цивільний кабінет і фактично був маріонеткою в руках царя. Його врядування було дуже нетривалим. Вибори в листопаді 1935 року виграв Георгій Кесеіванов.
Окрім того, Тошев був послом Болгарії в Сербії (1909–1913), а також в Константинополі (1913–1914).